# Абдаллах II ас-Сабах
Абдаллах II бін Сабах аль-Джабір ас-Сабах (араб. الشيخ عبد الله الثاني صباح الثاني الجابر الصباح; 1814–1892) — п'ятий емір Кувейту.

## Біографія
Був старшим сином і спадкоємцем еміра Сабаха II. За правління свого батька Абдаллах командував кувейтською кіннотою. Після смерті Сабаха II 1866 року успадкував владу.
Абдаллах II відзначився як вправний дипломат: він вів перемовини як з османами, так і з родиною Аль-Сауді, намагаючись утримати владу й суверенітет Кувейту. Також упродовж всього періоду свого правління він відкидав пропозиції британців, які підбурювали Кувейт виступити проти Османської імперії.
Абдаллах II успадкував країну, яка впродовж століття розвивала морську торгівлю, здебільшого завдяки підтримці Великої Британії. Втім, отримавши владу, емір швидко розвернув курс своєї держави на зближення з Османською імперією, яка була постачальником головної для Кувейту цінності — питної води, що принесло йому широку підтримку з боку підданих. Також любов у народі він завоював завдяки своїм діям під час стихійних лих, що охоплювали Кувейт, зокрема 1868 року, коли стався голод, народ отримав урядову підтримку з боку уряду. У вересні 1871 року Кувейт спіткала чергова катастрофа, того разу на морі: через шторм потонули сотні кувейтських промислових суден разом з екіпажами. Історики пов'язують трагедію з потужним штормом в Індійському океані, спричиненим виверженням вулкану поблизу іранського міста Бушир.
До 1886 року у вжитку в Кувейті були індійські рупії, втім на той момент була потреба в карбуванні власної монети. Тому від 1886 до 1887 року за наказом Абдаллаха Кувейт почав карбувати перші власні мідні гроші для внутрішнього обігу.
Під час боротьби Басри та Мухаммари проти племені аль-Нассер Абдаллах став на бік еміра Мухаммари, допомігши йому зміцнити свою владу в регіоні.
Завдяки своїй відданості Османській імперії 1871 року Абдаллах отримав від турків титул каймакама.

## Зовнішність
Абдаллаха II в останні роки його правління змальовувався як високий міцний чоловік з атлетичним тілом та довгою сивою бородою. Поверх каміса він носив пурпуровий шовковий бішт, рясно оздоблений золотою вишивкою та підперезаний білим шовковим шарфом. Обидві його руки прикрашали діамантові кільця. На поясі емір носив джамбію з руків'ям з твердого золота, інкрустованим перлинами та коштовним камінням.